# Марченко, Алексей Николаевич
Алексе́й Никола́евич Ма́рченко (род. 16 января 1970, Красновишерск, Пермская область) — российский церковный историк, протоиерей (2004), доктор исторических наук (2009), доктор церковной истории (2013), профессор (2022), исполняющий обязанности настоятеля московского храма священномученика Климента, папы Римского (с 2023).

## Биография
Родился в семье преподавателей музыки. В 1985 году окончил 8 классов средней школы № 9 г. Перми, в 1987 году — Свердловское суворовское военное училище, учился в Свердловском высшем военно-политическом танко-артиллерийском училище. В 1991—1992 годах — певчий архиерейского хора и клиросного хора Свято-Троицкого кафедрального собора г. Перми. Крещён в православие настоятелем собора, епархиальным секретарём Германом Бириловым. В 1993 году окончил Пермский государственный университет по специальности «История».
В 1993—1995 годах — певчий, чтец и директор воскресной школы храма Святой Живоначальной Троицы в Троицком-Голенищеве г. Москвы. 29 апреля 1995 года был рукоположён в сан диакона, 5 октября 1995 года архиепископом Пермским и Соликамским Афанасием рукоположён во иерея к Свято-Троицкому кафедральному собору г. Перми.
В 1996—2003 годах — настоятель воинского храма св. великомученицы Варвары в Пермском военном институте ракетных войск, в 2002—2019 годах — настоятель Всехсвятского храма г. Перми. 2 июня 1999 года в Пермском государственном университете под руководством А. З. Нюркаевой защитил диссертацию на соискание учёной степени кандидата исторических наук на тему: «Становление и эволюция славянских монастырей на Святой Горе Афон в X—XII вв.». Декан и преподаватель внештатного факультета православной культуры в Пермском военном институте ракетных войск (2000—2002), преподаватель Пермского духовного училища (2003—2010).
Благочинный храмов Центрального (2002—2003), Всехсвятского (2004—2007) и Монастырского (2007—2009) округов Пермской епархии, главный редактор епархиальной газеты «Православная Пермь» (2003—2004), с 2003 года — преподаватель Пермской духовной семинарии. В 2004 году окончил Московскую духовную семинарию, возведен в сан протоиерея. В 2004—2019 годах — председатель Ревизионной комиссии, член епархиального совета, до 2009 года — представитель Пермской епархии в Межконфессиональном консультативном комитете при губернаторе Пермского края. С 2008 года — действительный член Императорского Православного Палестинского Общества (Пермское отделение).
В 2008 году окончил факультет дополнительного образования ПСТГУ (присвоена квалификация «Эксперт в области теологии»), 23 октября того же года в Российской академии государственной службы при Президенте РФ защитил диссертацию на соискание учёной степени доктора исторических наук на тему: «ʺХрущевская церковная реформаʺ и её влияние на внутрицерковную жизнь по материалам Уральского региона (1958—1964 гг.)».
Заведующий кафедрой теологии, профессор Регионального института непрерывного образования Пермского государственного университета (2009—2019), руководитель Отдела церковной истории и канонизации святых Пермской епархии (2010—2018), первый проректор Пермской духовной семинарии (2010—2013), директор Пермской православной классической гимназии во имя преподобного Сергия Радонежского (2013—2019). В 2010 году в ПСТГУ защитил диссертацию на соискание церковной учёной степени кандидата богословия («Архиерейское служение в эпоху гонений на примере деятельности архипастырей Пермской епархии в период подготовки и проведения „хрущевской церковной реформы“»).
В марте 2013 года по решению диссертационного совета ПСТГУ, утверждённому Патриархом Московским и всея Руси Кириллом, присуждена степень доктора церковной истории за работу на тему: «Религиозная политика советского государства в 1958—1964 гг. и реакция Русской Православной Церкви на ʺхрущёвские гоненияʺ». Удостоен Патриархом права ношения докторского креста.
14 декабря 2015 года решением ВАК Министерства образования и науки РФ присвоено учёное звание доцента по специальности «Философия религии и религиоведение». С 2016 года — член Объединённого диссертационного Совета по научной специальности «Теология» и Экспертного совета ВАК Министерства науки и высшего образования РФ по теологии.
21 октября 2019 года направлен на временное служение в Патриаршее подворье храмов свв. мчч. Михаила и Феодора Черниговских и Усекновения Главы Иоанна Предтечи под Бором г. Москвы.
С 2019 года — начальник отдела докторантуры, профессор кафедры Церковной истории и общегуманитарных дисциплин Общецерковной аспирантуры и докторантуры им. св. Кирилла и Мефодия, член Объединённого докторского совета Русской Православной Церкви, созданного на базе Московской, Санкт-Петербургской и Минской духовных академий. С 2020 года — учёный секретарь, заместитель председателя Кандидатского диссертационного совета Общецерковной аспирантуры и докторантуры, член Общецерковного докторского диссертационного совета.
В 2022 году назначен председателем Общецерковного докторского диссертационного совета Русской православной церкви, созданного на базе Общецерковной аспирантуры и докторантуры им. св. Кирилла и Мефодия. С того же года — заместитель председателя Объединённого диссертационного Совета по направлению научных специальностей «Теология».
28 ноября 2022 года зачислен в клир Московской епархии и назначен сверхштатным клириком Подворья Патриарха Московского и всея Руси храмов в Зарядье, что в Китай-городе Москвы.
30 мая 2023 года назначен исполняющим обязанности настоятеля храма священномученика Климента, папы Римского. С 2023 года — член Синодальной Библейско-богословской комиссии.
Женат, имеет двоих сыновей. Сын Никита — выпускник аспирантуры исторического факультета МГУ им. М. В. Ломоносова.

## Основные работы
Книги
- Церковь Всех Святых — первый храм на Егошихинском кладбище. — Пермь: Астер, 2004.
- Преосвященный Павел (Голышев), епископ Молотовский и Соликамский по документам Церкви, гражданской власти и воспоминаниям современников. — Пермь: Астер, 2005. — 150 с.
- Защитник Отечества и Веры Христовой: Жизнеописание подвижника Православной веры Александра (Толстопятова), архиепископа Молотовского (Пермского) и Соликамского. — Пермь: Астер, 2005. — 150 с.
  - Архиепископ Александр (Толстопятов). Защитник Отечества и православной веры. — Нижний Новгород: Изд. отдел Нижегородской епархии при Вознесенском Печерском монастыре, 2015. — 176 с. — ISBN 978-5-903675-62-9.
- «Хрущевская церковная реформа»: Очерки государственно-церковных отношений (1958—1964 гг.) (по материалам архивов Уральского региона). — Пермь: Изд-во Пермского государственного университета, 2007.
- Летопись православных храмов на Егошихинском кладбище города Перми. — Пермь: Астер, 2007.
- Религиозная политика советского государства в годы правления Н. С. Хрущева и её влияние на церковную жизнь в СССР. — М.: Изд. Крутицкого подворья. Общество любителей церковной истории, 2010.
- Епископы Пермской епархии эпохи «хрущевских гонений» на Русскую Православную Церковь. — Пермь: Изд-во Пермского государственного университета, 2011.
- Марченко А. Н., прот., Георгия (Братчикова), монахиня. Жизнеописание боярина Михаила Никитича Романова (1560—1602). — Пермь: Астер, 2012.
- Марченко А. Н., прот., Перескоков Л. В., Королева В. В. Православные монастыри и храмы Перми. — Пермь: Медийные технологии, 2013.
- Марченко А. Н., прот., Гоголин Н. А. Государственно-конфессиональные отношения в Пермском крае. — Пермь: Изд-во Пермского государственного национального исследовательского университета, 2014.
- Марченко А. Н., прот., Федотова И. Ю., Георгия (Братчикова), монахиня, Марченко Н. А. Русская Православная Церковь в Прикамье в годы Великой Отечественной войны. — Пермь: Астер, 2015.
- Марченко А. Н., прот., Софьин Д. М. Сто лет под покровом Пресвятой Богородицы. Русская Православная Церковь и Пермский университет в прошлом и настоящем. — Пермь: Астер Плюс, 2016.
- Белогорский Свято-Николаевский мужской миссионерский монастырь Пермской епархии: исторические факты и документы. Книга 1 «Высокий взлет Уральского Афона» (1893—1917). — Пермь — Нижний Новгород: Изд. Отдел Нижегородской епархии при Вознесенском Печерском монастыре, 2018.
- Рыцарь Гроба Господня. Рыцарь Святого Гроба Господня. — СПб.: Любавич, 2021.
- История Русской православной церкви. Т. 3. XX — начало XXI века. Учебник бакалавра теологии. — М.: Познание, 2022. — 774 с. — ISBN 978-5-6044875-6-3 (в соавт. с А. А. Кострюковым, А. В. Мазыриным, И. И. Масловой, С. Л. Фирсовым, М. В. Шкаровским)

Статьи
- Политика советского государства по отношению к Русской Православной Церкви в период власти Н. С. Хрущева в плане религиозного воспитания в СССР (на примере Уральского региона) // Политический альманах Прикамья / под ред. Л. А. Фадеевой. Пермь, 2006. Вып. 6. — С. 154—184.
- Экзарх Среднеевропейский, архиепископ Пермский и Соликамский Сергий (Ларин): к вопросу о состоянии и деятельности епископата Русской Православной Церкви в период власти Н. С. Хрущева // Вестник ИНЖЭКОНа. Серия: Гуманитарные науки. Вып. 1. — 2006. — С. 198—207.
- Документы по истории Русской Православной Церкви периода «хрущевской оттепели» в архивах Уральского региона // Отечественные архивы. — 2006. — № 2. — С. 45—52.
- Личные дела высшего духовенства Русской Православной Церкви для изучения государственно-церковных отношений 1943—1985 гг. // Отечественные архивы. — 2007. — № 4. — С. 96—104.
- Материальное положение православного духовенства в России 1918—1957 гг. // Отечественная история. — 2008. — № 4. — С. 104—113.
- Благотворительная деятельность Русской Православной Церкви в советском государстве (1918—1964 гг.) // Вестник Челябинского гос. ун-та. История. — 2008. — Вып. 24. № 15 (116). — С. 118—132.
- Государственно-церковные отношения в СССР в трудах светских и церковных исследователей XX — начала XXI в. // Вестник Челябинского гос. ун-та. История.— 2008. — Вып. 24. № 15 (116). — С. 164—177.
- Социально-экономическое положение церковных служащих в СССР (по данным Уральского региона) // Вестник Челябинского гос. ун-та. История. — 2008. — Вып. 25. № 18 (119). — С. 124—129.
- Доходы православного духовенства и налоговая политика власти в период хрущевской антирелигиозной кампании 1958—1964 гг. (по материалам Уральского региона) // Вестник Челябинского гос. ун-та. История. — 2008. Вып. 25. № 18(119). — С. 129—138.
- Архиепископ Пермский и Соликамский Леонид (Поляков) — участник движения за отмену «приходской реформы» // Вестник ПСТГУ. Серия II: «История. История Русской Православной Церкви». — 2011. — Вып. 2 (39). — С. 48—62.
- Отношение игумена Серафима (Кузнецова) к обновленческому расколу по материалам переписки из Иерусалима с тихоновским духовенством Пермской епархии 1927—1931 гг. // Вестник ПСТГУ. Серия II. «История Русской Православной Церкви». — 2015. — Вып. 2 (63) — С. 99−107.
- Состояние епископата Русской Православной Церкви накануне «хрущевской» антирелигиозной кампании 1958—1964 гг. // Вестник Челябинского гос. ун-та. История. — 2015. — Вып.63. № 6 (361). — С. 112—116.
- Сопротивление епископата Русской Православной Церкви «хрущевским» гонениям 1958—1964 гг. по материалам Совет по делам РПЦ при Совете Министров СССР // Вестник Челябинского гос. ун-та. История. — 2015. — Вып. 63. № 6 (361) — С. 117—123.
- Марченко А. Н., прот., Марченко Н. А. Патриотическая деятельность православного духовенства Прикамья в годы Великой Отечественной войны по материалам телеграмм И. В. Сталину // Вестник Пермского ун-та. История. — 2016. — Вып. 2(33). — С. 123—129.
- Церковно-административные преобразования в Пермской епархии накануне февральской революции // Вестник Пермского ун-та. История. — 2017. — Вып. 4(39) — С. 35—45.
- Марченко А. Н., прот., Чумаченко Т. А. Управление процессом религиозного возрождения в годы Великой Отечественной войны Советом по делам РПЦ при СНК СССР и его уполномоченными по Молотовской области // Ars Administrandi (Искусство управления). Пермь. — 2017. Т. 9. № 4. — С. 531—549.
- Марченко А. Н., прот.; Нечаев М. Г. Отношения высшей церковной иерархии к Февральской революции на примере Пермской епархии // Вестник Пермского национального исследовательского политехнического университета. Культура. История. Философия. Право. — 2018. — Вып. № 1. — С. 90-98.
- Марченко А. Н., прот.; Алексий (Годлевский), иером. Сопротивление архиепископа Львовского и Тернопольского Палладия (Каминского) закрытию монастырей на Западной Украине в начале «хрущевских» гонений (1958—1960 гг.) // Христианское чтение. СПб., 2018. — Вып. № 6. — С. 172—180.
- Марченко А. Н., прот.; Алексий (Годлевский), иером. Управление религиозными объединениями Русской Православной Церкви на примере приходов в епархиях Восточной Украины в 1958—1964 гг. // Вестник Екатеринбургской Духовной семинарии. — 2019. — № 1 (25). — С. 56—68.
- Марченко А. Н., прот.; Сафронов А. Н. Пермская противораскольническая миссия под руководством епархиального миссионера протоиерея Стефана Александровича Луканина //. Вестник Екатеринбургской Духовной семинарии. — 2019. — Вып. № 2 (26). — С. 142—169.
- Вооруженная защита святыни как форма церковного сопротивления советской власти на примере штурма подворья Белогорского монастыря Пермской епархии в феврале 2018 года. // Вестник Православного Свято-Тихоновского гуманитарного ун-та. Серия II. «История Русской Православной Церкви». 2020. Вып. 97. — С. 108−119.
- Церковно-историческая тематика на страницах епархиальной печати на примере газеты «Пермские епархиальные ведомости» // Христианское чтение. — 2021. — № 1. — С. 70—80.
- Марченко А. Н., прот., Ефимушкин П. А. Приходская реформа" 1961 года и реакция на неё епископата Русской Православной Церкви // Вестник Екатеринбургской духовной семинарии. 2022. № 37. С. 199−210.
- Марченко А. Н., прот., Марченко Н. А. Архиерейский собор 1961 года по материалам церковной печати и воспоминаниям его участника архиепископа Павла (Голышева) // Вестник Екатеринбургской духовной семинарии. — 2022. — № 39. — С. 292—303.
- Архиепископ Павел (Голышев) и его воспоминания об Архиерейском соборе 1961 г. К 60-летию события // Церковь в истории России : К 30-летию создания Центра истории религии и Церкви в Институте российской истории РАН, Москва, 22-23 марта 2023 года / Институт российской истории РАН. Т. 14. — М.: Институт российской истории РАН, 2023. — С. 277—287.
- Обновленческие «архиереи» в переписке епископа Молотовского и Соликамского Александра (Толстопятова) Патриархом Сергием (Старогородским) за 1943—1944 гг. // Вестник Екатеринбургской духовной семинарии. — 2023. — № 41. — С. 236—255.

## Награды
Церковные
- Медаль прп. Даниила Московского 3-й степени

Светские
- за цикл научных работ на тему «Государственно-конфессиональные отношения в СССР в период „хрущевской оттепели“» награждён дипломом и почётным знаком «Лауреат Премии Пермского края в области науки I степени» в номинации «За лучшую работу в области гуманитарных, социально-экономических и общественных наук» (2012)
- Памятная медаль «Патриот России» Российского государственного военного историко-культурного центра при Правительстве Российской Федерации (2016)

Ведомственные
- Персональная грамота Министра обороны Российской Федерации (маршала И. Д. Сергеева) «За активное участие в возрождении духовных и нравственных основ воинского служения Отечеству» (2000)
- Благодарность Верховного Главнокомандующего Вооружёнными силами Российской Федерации В. В. Путина «За образцовое выполнение воинского долга и самоотверженное служение Отечеству» (2002)
- Приказом командующего 2-й гвардейской общевойсковой Краснознаменной армии награждён Памятной медалью «В благодарность о совместной службе» За активную и плодотворную работу и личное участие в ходе подготовки и проведении крупномасштабных военных учений «Южный щит — 2006» (2006)
- Медаль «За вклад в развитие уголовно-исполнительной системы России» ФСИН России (2006)